# Kiriłłowskoje (osiedle wiejskie w obwodzie smoleńskim)
Kiriłłowskoje (ros. Кирилловское сельское поселение) – jednostka administracyjna (osiedle wiejskie) wchodząca w skład rejonu rosławskiego w оbwodzie smoleńskim w Rosji.
Centrum administracyjnym osiedla wiejskiego jest dieriewnia Małyje Kiriłły.

## Geografia
Powierzchnia osiedla miejskiego wynosi 131,9 km², a jego główną rzeką jest Ostior i jego prawy dopływ Ostrik. Przez terytorium jednostki przechodzą drogi federalna A130 (Moskwa – Małojarosławiec – Rosław – granica z Białorusią) i regionalna 66K-16 (Rosław – Jelnia – Dorogobuż – Safonowo – M1).

## Historia
Osiedle powstało na mocy uchwały obwodu smoleńskiego z 28 grudnia 2004 r., z późniejszymi zmianami – uchwała z dnia 20 grudnia 2018 roku.

## Demografia
W 2020 roku osiedle wiejskie zamieszkiwało 2526 osób.

## Miejscowości
W skład jednostki administracyjnej wchodzi 17 miejscowości, w tym jedno osiedle (Uczchoza) i 16 dieriewni.